# Aster iinumae
Aster iinumae là một loài thực vật có hoa trong họ Cúc. Loài này được Kitam. ex Hara mô tả khoa học đầu tiên năm 1952.